# Champís
Champis és un municipi francès situat al departament de l'Ardecha i a la regió d'Alvèrnia-Roine-Alps. L'any 2007 tenia 558 habitants.

## Demografia

### Població
El 2007 la població de fet de Champis era de 558 persones. Hi havia 212 famílies de les quals 68 eren unipersonals (36 homes vivint sols i 32 dones vivint soles), 56 parelles sense fills, 68 parelles amb fills i 20 famílies monoparentals amb fills.
La població ha evolucionat segons el següent gràfic:
Habitants censats

### Habitatges
El 2007 hi havia 323 habitatges, 225 eren l'habitatge principal de la família, 94 eren segones residències i 4 estaven desocupats. 308 eren cases i 13 eren apartaments. Dels 225 habitatges principals, 182 estaven ocupats pels seus propietaris i 43 estaven llogats i ocupats pels llogaters; 1 tenia una cambra, 8 en tenien dues, 45 en tenien tres, 73 en tenien quatre i 98 en tenien cinc o més. 189 habitatges disposaven pel capbaix d'una plaça de pàrquing. A 101 habitatges hi havia un automòbil i a 111 n'hi havia dos o més.

### Piràmide de població
La piràmide de població per edats i sexe el 2009 era:
| Homes | Edats   | Dones |
| ----- | ------- | ----- |
| 0     | 95 o +  | 0     |
| 0     | 90 a 94 | 0     |
| 4     | 85 a 89 | 0     |
| 0     | 80 a 84 | 4     |
| 8     | 75 a 79 | 12    |
| 0     | 70 a 74 | 4     |
| 16    | 65 a 69 | 16    |
| 12    | 60 a 64 | 20    |
| 16    | 55 a 59 | 8     |
| 24    | 50 a 54 | 8     |
| 20    | 45 a 49 | 28    |
| 16    | 40 a 44 | 20    |
| 0     | 35 a 39 | 12    |
| 16    | 30 a 34 | 8     |
| 16    | 25 a 29 | 8     |
| 12    | 20 a 24 | 12    |
| 16    | 15 a 19 | 20    |
| 24    | 10 a 14 | 24    |
| 16    | 5 a 9   | 12    |
| 4     | 0 a 4   | 16    |

## Economia
El 2007 la població en edat de treballar era de 366 persones, 255 eren actives i 111 eren inactives. De les 255 persones actives 231 estaven ocupades (130 homes i 101 dones) i 24 estaven aturades (11 homes i 13 dones). De les 111 persones inactives 24 estaven jubilades, 41 estaven estudiant i 46 estaven classificades com a «altres inactius».

### Ingressos
El 2009 a Champis hi havia 239 unitats fiscals que integraven 592 persones, la mediana anual d'ingressos fiscals per persona era de 14.833 €.

### Activitats econòmiques
Dels 16 establiments que hi havia el 2007, 1 era d'una empresa extractiva, 1 d'una empresa alimentària, 2 d'empreses de construcció, 3 d'empreses de comerç i reparació d'automòbils, 4 d'empreses d'hostatgeria i restauració, 1 d'una empresa financera, 3 d'empreses de serveis i 1 d'una empresa classificada com a «altres activitats de serveis».
Dels 3 establiments de servei als particulars que hi havia el 2009, 1 era un guixaire pintor, 1 electricista i 1 restaurant.
L'any 2000 a Champis hi havia 33 explotacions agrícoles que ocupaven un total de 558 hectàrees.

## Poblacions més properes
El següent diagrama mostra les poblacions més properes.